# Ostra (653 m)
Ostra (niem. Spitzstein, 653 m n.p.m.) – szczyt w południowo-zachodniej Polsce, w Sudetach Zachodnich, w Rudawach Janowickich.

## Położenie i opis
Szubieniczna leży w bocznym ramieniu, odchodzącym od masywu Skalnika ku wschodowi. Leży na zakończeniu tego ramienia, za Szubieniczną i Jagodą.

## Budowa geologiczna
Masyw Ostrej zbudowany jest ze skał osadowych zachodniego skrzydła niecki śródsudeckiej. Są to dolnokarbońskie zlepieńce, piaskowce i piaskowce szarogłazowe.

## Roślinność
Wzniesienie w górnej części porośnięte lasami. Niższe partie południowych zboczy pokrywają łąki i pastwiska.

## Ochrona przyrody
Wzniesienie położone jest na obszarze Rudawskiego Parku Krajobrazowego.